# J. P. Donleavy
James Patrick Donleavy (New York, Brooklyn, 1926. április 23. – Mullingar, Írország, 2017. szeptember 11.) ír-amerikai író.

## Művei
- The Ginger Man (1955, regény)
- What They Did in Dublin, with The Ginger Man (1961, színjáték)
- The Ginger Man (1961, színjáték)
- Fairy Tales of New York (1961, színjáték)
- A Singular Man (1963)
- Meet My Maker the Mad Molecule (1964, történetek)
- A Singular Man (1965, színjáték)
- The Saddest Summer of Samuel S (1966, novella)
- The Beastly Beatitudes of Balthazar B (1968, regény)
- The Onion Eaters (1971, regény)
- The Plays of JP Donleavy (1972)
- A Fairy Tale of New York (1973, regény)
- J.P. Donleavy: The Plays (1974)
- The Unexpurgated Code: A Complete Manual of Survival & Manners (1975)
- The Destinies of Darcy Dancer, Gentleman (1977, regény)
- Schultz (1979, regény)
- Leila (1983, regény)
- De Alfonce Tennis... (1984, regény)
- J. P. Donleavy's Ireland... (1986)
- Are You Listening Rabbi Löw (1987, regény)
- A Singular Country (1989)
- That Darcy, That Dancer, That Gentleman (1990, regény)
- The History of the Ginger Man (1994)
- The Lady Who Liked Clean Rest Rooms (1995, novella)
- An Author and His Image (1997)
- Wrong Information is Being Given Out at Princeton (1998, regény)